# Demonax longithorax
Demonax longithorax là một loài bọ cánh cứng trong họ Cerambycidae.